# Lemniscomys bellieri
Lemniscomys bellieri és una espècie de mamífer rosegador de la família dels múrids. Viu a Burkina Faso, Costa d'Ivori, Ghana i Guinea. El seu hàbitat natural són les sabanes seques. És una espècie en risc mínim, és a dir, no sembla que hi hagi cap amenaça significativa per a la seva supervivència. L'espècie fou anomenada en honor de l'investigador i agrònom francès Louis Bellier.